# Mr. & Mrs. Smith (1941)
Mr. & Mrs. Smith (no Brasil: Sr. e Sra. Smith - Um Casal do Barulho; em Portugal: O Sr. e a Sra. Smith) é um filme estadunidense de 1941, do gênero comédia romântica dirigido por Alfred Hitchcock. 
Em suas clássicas aparições, Hitchcock pode ser visto aos 43 minutos, passando atrás de Robert Montgomery na porta de seu prédio.

## Sinopse

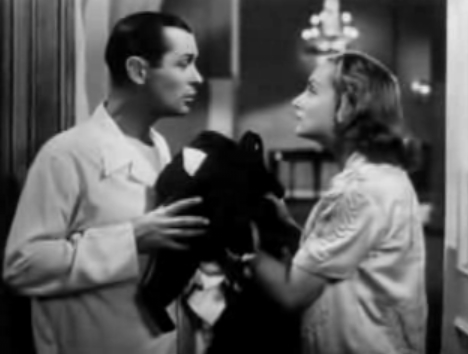
Cena do filme

Ann e David são um casal feliz. Certo dia ela pergunta a ele se tivesse de fazer tudo novamente, ele se casaria com ela? Para sua surpresa, ele responde que não. Mais tarde, naquele mesmo dia, ambos separadamente descobrem que, devido a uma complicação quando se casaram há três anos, eles não são legalmente casados. Ann então, espera que David conte a ela e a peça em casamento novamente, mas eles saem para jantar e ele não comenta nada sobre não serem casados. Então, ela o coloca para fora de casa e ele fará de tudo para tê-la de volta.

## Elenco
- Carole Lombard ...  Ann Smith
- Robert Montgomery ...  David Smith
- Gene Raymond ...  Jeff
- Jack Carson ...  Chuck
- Philip Merivale ...  Mr. Custer
- Betty Compson ... Gertie